# جکانوف بایکووه
جکانوف بایکووه (به لهستانی:  Dziekanów Bajkowy) یک روستا در لهستان است که در گمینا وومیانکی واقع شده‌است. جکانوف بایکووه ۷۲۰ نفر جمعیت دارد.